# AdopteUnMec
Pour les articles homonymes, voir AUM.
adopte, anciennement AdopteUnMec, est un site internet de rencontre en ligne français fondé par Florent Steiner et Manuel Conejo et exploité par la société GEBadoptAGuy.

## Historique
En 2007, Florent Steiner et Manuel Conejo, deux amis d'enfance, ont l'idée de créer un site qui décomplexerait la rencontre et donnerait le pouvoir aux femmes. Le site est lancé fin 2007 et déclare dès juillet 2008, une communauté de 250 000 abonnés. 
Le 11 septembre 2012, le site ouvre une boutique éphémère à la Crèmerie de Paris dans le 1er arrondissement, un centre d'exposition situé dans une crèmerie historique de l'époque des Halles de Paris. L'exposition, dure quatre jours et suscite un large intérêt de la part des médias français et internationaux,. La rue des Déchargeurs (angle 15 rue des Halles) est pendant quelques jours rebaptisée « rue du Bonheur ». On y trouve alors de vrais hommes, initialement utilisateurs du site, posés dans des cartons géants dans le style des poupées Barbie. La campagne a été primée au Grand Prix Stratégies de la communication événementielle en 2012.
Le 4 juillet 2014, la société AdopteUnMec est radiée du registre du commerce. L'activité est reprise par la société GEB adoptAGuy.
En 2015, le site français AdopteUnMec.com compte plus de 10 millions d'inscrits (dont 50 % d'hommes et 50 % de femmes). Selon l'institut d'analyse App Annie, AdopteUnMec.com est l'application (hors jeux) la plus rentable en France en 2015.
En 2016, le concept est présent dans 9 pays (sans compter la France) : Espagne (AdoptaUnTio), Italie (AdottaUnRagazzo), Pologne (ZaadoptujFaceta), Allemagne (AdoptAGuy), Turquie (ErkekSepeti), Brésil (AdoteUmCara), Colombie (AdoptaUnMan), Argentine (AdoptáUnChico), Mexique (AdoptaUnChico).

## Concept
Le site offre un accès gratuit pour les femmes, payant pour les hommes. Cette stratégie permettant au site d’atteindre une parité parmi ses membres, quand on recense toujours plus d'hommes que de femmes sur les sites ou applications de rencontre classique.

## Communication

### Stratégie marketing
La société s'est fait connaître en reprenant sur un ton revendiqué humoristique les codes du commerce électronique et du luxe. La plateforme a été conçue comme un grand « supermarché » des rencontres en ligne dont les femmes sont les « clientes » et où les hommes sont assimilés à des « produits » à « mettre en panier  ». Plus généralement, le champ lexical utilisé est celui du commerce en ligne : on y annonce des livraisons rapides, des promotions sur les ninjas, des déstockages de roux ou encore des arrivages massifs de geeks.

### Publicités
AdopteUnMec.com s'est démarqué de la concurrence en ne parlant pas de rencontre dans ses publicités, mais en vantant les mérites de ses produits. Ainsi en 2012, les barbus ou encore les roux sont mis en avant dans des spots publicitaires non sans rappeler ceux de L'Oréal.
En 2013, le site met en avant le potentiel « câlin » des hommes par une campagne faisant poser ses mannequins avec des oursons et autres animaux.
En 2016, la notoriété d'AdopteUnMec.com est telle que le site se permet une campagne d'affichage sans texte ni message publicitaire, n'exposant que son pictogramme : une femme mettant un homme dans son caddie.

## Chiffre d’affaires
De 2010 à 2011, le chiffre d'affaires de l'entreprise est évalué à 2,8 millions d'euros. Il passe à 9,4 millions d'euros sur l'exercice 2011 – 2012.
Selon L’Expansion, l’application mobile AdopteUnMec est, en dehors des jeux, celle qui a généré le plus de revenus en France en 2013.
Selon l'institut d'analyse App Annie, AdopteUnMec.com est l'application (hors jeux) la plus rentable en France en 2015. 
La société Geb Adoptaguy a réalisé au 31 mars 2015 un chiffre d'affaires de 23 253 500 euros et dégagé un résultat net de 14 851 900 euros. En 2014/2015 elle emploie 39 collaborateurs. 
Les comptes récents ne sont pas disponibles. 

## Critiques et polémiques
Le site a été vivement critiqué depuis sa création pour ses positions et slogans considérés par certains comme sexistes, à la fois envers les femmes et les hommes.
L'association Osez le féminisme !, dans un article intitulé Adopteunmec : l'inversion des rôles ? Mon œil ! reproche en particulier au site de véhiculer à la fois le cliché de la femme consumériste, l'idée de l'homme comme une nouvelle marchandise : « Sous couvert de leur rendre du pouvoir, les femmes sont réduites à des ménagères de moins de 50 ans, qui font leur courses et comparent les prix. Quant aux hommes, ils sont traités comme de vulgaires marchandises, participant à une tendance générale de marchandisation des corps et des êtres humains. »